# Nekrolog 3. Quartal 1958
Nekrolog
◄◄
| ◄
| 1954
| 1955
| 1956
| 1957
| 1958 | 1959 | 1960 | 1961 | 1962 | ► | ►►
1. Quartal |
2. Quartal |
3. Quartal |
4. Quartal 1958
Weitere Ereignisse | Allgemeiner Nekrolog 1958
Die Beschreibung der verstorbenen Person sollte so kurz wie möglich gehalten sein und nur deren signifikante Tätigkeit(en) enthalten.
Neue Namen ggf. auch unter dem Geburts- und Sterbedatum, also etwa unter 1. Januar und im Geburts- und Sterbejahr (2024) eintragen (nur bei entsprechender großer Wichtigkeit). Für Beispiele siehe die schon vorhandenen Artikel.
Außerdem über die fünf zuletzt Verstorbenen, zu denen es einen ausreichend guten Artikel für eine Präsentation auf der Hauptseite gibt, nach der todesbedingten Überarbeitung der Artikel ggf. auch unter Wikipedia Diskussion:Hauptseite informieren und sie am besten auch in den anderen Wikipedia-Sprachversionen eintragen. Tipp: Regelmäßig bei news.google.de nach „ist tot“, „gestorben“ oder „verstorben“ suchen.
Wenn eine Person gestorben ist, gibt es viele Seiten zu dieser Person in der Wikipedia, die davon auch betroffen sind und entsprechend aktualisiert werden müssen. Beispiele: Namenübersichtsseite, Geburtsjahr, Geburtsort-Seiten und viele mehr.
Wie finde ich die betroffenen Seiten?
Im Suchfeld auf der linken Seite gibt man den Suchbegriff so ein: „Vorname Nachname“. Dann klickt man auf Volltext und alle Seiten mit entsprechendem Suchtext werden aufgerufen. Hier sieht man dann schnell, wo auch das Todesjahr Sinn macht oder sogar ein Teil des Artikels angepasst werden muss. Auch hilft das „Werkzeug“ auf der linken Seite sehr gut, um solche Seiten aufzufinden: „Links auf diese Seite“. Somit ist die Wikipedia wieder aktuell in allen Bereichen! Hinweis: bei Eintragung der Kategorie „Gestorben JAHR“ wird der Missbrauchsfilter 49 ausgelöst, was jedoch nicht schlimm ist. Siehe: Spezial:Missbrauchsfilter/49
Dies ist eine Liste von im dritten Quartal 1958 verstorbenen bekannten Persönlichkeiten. Die Einträge erfolgen innerhalb der einzelnen Daten alphabetisch sortiert. Tiere sind im Nekrolog für Tiere zu finden.

## Juli
| Tag      | Name                                       | Beruf, bekannt als                                                                                              | Alter | Beleg |
| -------- | ------------------------------------------ | --- | ----- | ----- |
| 1. Juli  | Hellmuth Bräuer                            | deutscher Architekt                                                                                             | 38    |       |
| 1. Juli  | Rudolf von Laban                           | ungarischer Tänzer, Choreograf und Tanztheoretiker                                                              | 78    |       |
| 1. Juli  | John Scott Leary                           | US-amerikanischer Schwimmer                                                                                     | 76    |       |
| 1. Juli  | Ernst Terres                               | deutsch-luxemburgischer Chemiker                                                                                | 71    |       |
| 2. Juli  | Peter Bossen                               | deutscher Landwirt und Politiker (DNVP), MdR                                                                    | 92    |       |
| 2. Juli  | Laurence Julius FitzSimon                  | US-amerikanischer Geistlicher, Bischof von Amarillo                                                             | 63    |       |
| 2. Juli  | Jim Gérald                                 | französischer Schauspieler                                                                                      | 68    |       |
| 2. Juli  | Joe Jeanette                               | US-amerikanischer Boxer im Schwergewicht                                                                        | 78    |       |
| 2. Juli  | Jorma Nortimo                              | finnischer Schauspieler und Regisseur                                                                           | 52    |       |
| 2. Juli  | John B. Reeside                            | US-amerikanischer Paläontologe und Geologe                                                                      | 69    |       |
| 3. Juli  | Maurice Bardonneau                         | französischer Radrennfahrer                                                                                     | 73    |       |
| 3. Juli  | Charles Bathurst, 1. Viscount Bledisloe    | britischer Politiker der Conservative Party und Generalgouverneur von Neuseeland (1930–1935)                    | 90    |       |
| 3. Juli  | Hans Kratzert                              | deutscher Offizier, zuletzt Generalleutnant im Zweiten Weltkrieg                                                | 75    |       |
| 3. Juli  | Bob McLeod                                 | kanadischer Radrennfahrer                                                                                       | 55    |       |
| 3. Juli  | René Vandenberghe                          | belgischer Radrennfahrer                                                                                        | 71    |       |
| 4. Juli  | Paul Deutsch                               | österreichischer Journalist                                                                                     | 85    |       |
| 4. Juli  | Heinrich Finder                            | österreichischer Politiker (ÖVP), Landtagsabgeordneter                                                          | 72    |       |
| 4. Juli  | Birger Forell                              | schwedischer Pfarrer                                                                                            | 64    |       |
| 4. Juli  | Fernando de Fuentes                        | mexikanischer Regisseur, Produzent und Drehbuchautor                                                            | 63    |       |
| 4. Juli  | Horst Geyer                                | deutscher Psychiater, Neurologe und Autor                                                                       | 51    |       |
| 4. Juli  | August Nuss                                | Landtagsabgeordneter Volksstaat Hessen                                                                          | 75    |       |
| 4. Juli  | Evert Rinsema                              | niederländischer Dichter                                                                                        | 77    |       |
| 4. Juli  | Ernst Rubow                                | deutscher Pädagoge, Historiker und Geograph                                                                     | 77    |       |
| 4. Juli  | Peter Schaeven                             | deutscher Politiker (Zentrum, CDU), MdL                                                                         | 72    |       |
| 4. Juli  | Walter Schwarzacher                        | österreichisch-deutscher Gerichtsmediziner                                                                      | 66    |       |
| 5. Juli  | Milton Abramowitz                          | US-amerikanischer Mathematiker                                                                                  |       |       |
| 5. Juli  | Rachel Crothers                            | US-amerikanische Bühnenautorin und Theaterregisseurin                                                           | 79    |       |
| 5. Juli  | O. E. Hailey                               | US-amerikanischer Politiker                                                                                     | 87    |       |
| 5. Juli  | Herbert Jäger                              | deutscher Pianist                                                                                               | 56    |       |
| 05. Juli | Vilhelm Wolfhagen                          | dänischer Fußballspieler                                                                                        | 68    |       |
| 6. Juli  | Art Bisch                                  | US-amerikanischer Rennfahrer                                                                                    | 31    |       |
| 6. Juli  | Maria Karch                                | deutsche Politikerin (SPD, USPD), MdR                                                                           | 80    |       |
| 6. Juli  | Maxim Kopf                                 | tschechischer Maler und Bildhauer                                                                               | 66    |       |
| 6. Juli  | Luigi Musso                                | italienischer Formel-1-Rennfahrer                                                                               | 33    |       |
| 6. Juli  | Bernd Reuters                              | deutscher Grafiker                                                                                              | 56    |       |
| 6. Juli  | Emil Teubner                               | deutscher Holzschnitzer und Bildhauer aus dem Erzgebirge                                                        | 81    |       |
| 7. Juli  | Teo Gebürsch                               | deutscher Maler, Holzschneider, Karikaturist und Zeichner                                                       | 58    |       |
| 7. Juli  | Hans Kemser                                | deutscher Sommer- und Wintersportler                                                                            | 46    |       |
| 7. Juli  | Louis Paris                                | französischer Autorennfahrer                                                                                    | 69    |       |
| 8. Juli  | Carl Boese                                 | deutscher Filmregisseur, Drehbuchautor und Produzent                                                            | 70    |       |
| 8. Juli  | Paul Eisner                                | tschechoslowakischer Publizist, Übersetzer und Literaturvermittler                                              | 69    |       |
| 8. Juli  | Joseph Ghanima                             | irakischer Geistlicher, Patriarch von Babylon der chaldäisch-katholischen Kirche                                | 77    |       |
| 8. Juli  | Miroslav Havel                             | tschechischer Schachkomponist                                                                                   | 76    |       |
| 8. Juli  | Otto von Preinitzer                        | deutscher Generalleutnant                                                                                       | 93    |       |
| 8. Juli  | Emil Werth                                 | deutscher Botaniker, Phänologe, Ethnologe, Geograph und Agrarwissenschaftler                                    | 89    |       |
| 8. Juli  | Willi Wiebershausen                        | deutscher Politiker (SED)                                                                                       | 40    |       |
| 9. Juli  | Sofía Bozán                                | argentinische Tangosängerin und Schauspielerin                                                                  | 53    |       |
| 9. Juli  | Anni von Gottberg                          | deutsches Mitglied des Brandenburgischen Provinzialbruderrates der Bekennenden Kirche                           | 73    |       |
| 9. Juli  | Gabriel Scott                              | norwegischer Schriftsteller                                                                                     | 84    |       |
| 09. Juli | Frank Springfield                          | australischer Schwimmer                                                                                         | 70    |       |
| 9. Juli  | Nicola Zec                                 | österreichischer Opernsänger                                                                                    | 74    |       |
| 10. Juli | Franz Bardon                               | tschechischer Okkultist                                                                                         | 48    |       |
| 10. Juli | Paul Bayer                                 | deutscher Politiker (SPD), MdA                                                                                  | 64    |       |
| 10. Juli | Carl Loges                                 | deutscher Sport- und Gymnastiklehrer                                                                            | 71    |       |
| 10. Juli | Friedrich Maurer                           | österreichischer Handballspieler                                                                                | 46    |       |
| 11. Juli | Roy Harvey                                 | US-amerikanischer Old-Time-Musiker                                                                              | 66    |       |
| 11. Juli | Ludwig Leichtweiß                          | deutscher Wasserbauingenieur und Hochschullehrer                                                                | 80    |       |
| 11. Juli | Johanna Ludewig                            | deutsche Politikerin (KPD), MdL Preußen                                                                         | 67    |       |
| 11. Juli | Peter Manuel                               | schottischer Serienmörder                                                                                       | 31    |       |
| 11. Juli | Hans-Wolff von Ponickau                    | deutscher Maler und Graphiker                                                                                   | 58    |       |
| 11. Juli | Evelyn Varden                              | US-amerikanische Schauspielerin                                                                                 | 65    |       |
| 12. Juli | Camilla Eibenschütz                        | deutsche Theaterschauspielerin                                                                                  | 73    |       |
| 12. Juli | Julius von Farkas                          | ungarischer Linguist und Literaturwissenschaftler                                                               | 63    |       |
| 12. Juli | Bernard J. Gehrmann                        | US-amerikanischer Politiker deutscher Herkunft                                                                  | 78    |       |
| 12. Juli | Gustav Kóczián-Miskolczy                   | Speditionskaufmann, Filmproduzent, Autohändler und Militär                                                      | 81    |       |
| 12. Juli | Walter Ostwald                             | deutsch-baltischer Chemiker und Wissenschaftsjournalist                                                         | 72    |       |
| 13. Juli | Paul Ash                                   | US-amerikanischer Musiker, Bigband-Leader und Komponist                                                         | 67    |       |
| 13. Juli | Keith Campbell                             | australischer Motorradrennfahrer                                                                                | 26    |       |
| 13. Juli | Karl Erb                                   | deutscher Opernsänger (Tenor)                                                                                   | 81    |       |
| 13. Juli | Jakob Ruppert                              | deutscher Politiker (Zentrum, CDU), MdL                                                                         | 62    |       |
| 13. Juli | Hans Würtz                                 | deutscher Sonderpädagoge                                                                                        | 83    |       |
| 14. Juli | Abd ul-Ilah                                | irakischer Cousin und Schwager des Königs Ghazi I                                                               | 44    |       |
| 14. Juli | Emil Barth                                 | deutscher Schriftsteller                                                                                        | 58    |       |
| 14. Juli | Oskar Edel                                 | deutscher Politiker (SPD, SED)                                                                                  | 65    |       |
| 14. Juli | Faisal II.                                 | irakischer Adeliger, König des Irak (1939–1958)                                                                 | 23    |       |
| 14. Juli | Hans Meissner                              | deutscher Schauspieler und Theaterintendant                                                                     | 62    |       |
| 14. Juli | Ernst Josef Uiberacker                     | österreichischer Jagdschriftsteller, Jäger, Berufssoldat sowie Schauspieler und Zeichner                        | 73    |       |
| 15. Juli | Giuseppe Armellini                         | italienischer Astronom                                                                                          | 70    |       |
| 15. Juli | Maurice Caullery                           | französischer Zoologe                                                                                           | 89    |       |
| 15. Juli | Philipp Nauß                               | österreichischer Fußballtorhüter                                                                                | 76    |       |
| 15. Juli | Nuri as-Said                               | irakischer Politiker und Premierminister                                                                        |       |       |
| 15. Juli | Friedrich Wohlwill                         | deutscher Neurologe, Serologe und Pathologe                                                                     | 76    |       |
| 16. Juli | Pijus Bielskus                             | litauischer Priester, Philosoph, Professor und Kanzler                                                          | 78    |       |
| 16. Juli | Birger Eriksen                             | norwegischer Offizier (Oberst)                                                                                  | 82    |       |
| 16. Juli | Oskar Farner                               | Schweizer evangelischer Geistlicher und Hochschullehrer                                                         | 73    |       |
| 16. Juli | Gerret Korsemann                           | deutscher SS- und Polizeiführer                                                                                 | 63    |       |
| 17. Juli | Emil Camenisch                             | Schweizer reformierter Pfarrer und Kirchenhistoriker                                                            | 84    |       |
| 17. Juli | Rafael Cavestany Anduaga                   | spanischer Agronom und Politiker                                                                                | 55    |       |
| 17. Juli | Henri Farman                               | französischer Luftfahrtpionier                                                                                  | 84    |       |
| 17. Juli | Erwin Stein                                | österreichischer Komponist, Dirigent und Musiktheoretiker                                                       | 72    |       |
| 17. Juli | Charles Edwin Weaver                       | US-amerikanischer Paläontologe und Geologe                                                                      | 78    |       |
| 18. Juli | Joseph Beraudo                             | französischer Fußballspieler                                                                                    | 50    |       |
| 18. Juli | Anna Götze                                 | deutsche Anarchistin                                                                                            | 83    |       |
| 18. Juli | Hans Jauslin                               | Schweizer Künstler                                                                                              | 48    |       |
| 18. Juli | Theodor Ernst Mommsen                      | deutscher Historiker                                                                                            | 53    |       |
| 18. Juli | Eduard Reut-Nicolussi                      | österreichischer Jurist und Politiker, Abgeordneter zum Nationalrat                                             | 70    |       |
| 18. Juli | Konstanty Rokicki                          | polnischer Holocaust-Retter                                                                                     | 59    |       |
| 18. Juli | Hilde Röskau                               | deutsche Politikerin (CDU, FDP), MdL                                                                            | 49    |       |
| 18. Juli | Otto Schlumberger                          | deutscher Phytomediziner und Agrikulturbotaniker                                                                | 73    |       |
| 19. Juli | Karol Adwentowicz                          | polnischer Theater- und Filmschauspieler, Regisseur und Theaterdirektor                                         | 86    |       |
| 19. Juli | Eyvind Laholm                              | US-amerikanischer Opernsänger (Tenor)                                                                           | 63    |       |
| 19. Juli | Franz Lechner                              | österreichischer Politiker (CS, ÖVP), Landtagsabgeordneter                                                      | 75    |       |
| 20. Juli | Ludwig Geßner                              | deutscher Chemiker und Politiker (NSDAP)                                                                        | 71    |       |
| 20. Juli | Margaret Mackworth, 2. Viscountess Rhondda | britische Schriftstellerin und Frauenrechtlerin                                                                 | 75    |       |
| 20. Juli | Franklin Pangborn                          | US-amerikanischer Schauspieler                                                                                  | 69    |       |
| 20. Juli | Wilhelm Rave                               | deutscher Architekt und Denkmalpfleger                                                                          | 71    |       |
| 20. Juli | Salomon Zeldenrust                         | niederländischer Fechter                                                                                        | 74    |       |
| 21. Juli | Lenka von Koerber                          | deutsche Journalistin und Schriftstellerin                                                                      | 70    |       |
| 21. Juli | Peter Krenn                                | Landespolitiker der Steiermark                                                                                  | 69    |       |
| 21. Juli | Karl Seutemann                             | deutscher Sozialwissenschaftler, Jurist und Statistiker                                                         | 87    |       |
| 22. Juli | Emil Böhm                                  | deutscher Maler                                                                                                 | 84    |       |
| 22. Juli | Burton Holmes                              | US-amerikanischer Reisender, Fotograf und Dokumentarfilmer                                                      | 88    |       |
| 22. Juli | Georg Lehmann                              | deutscher Politiker (SPD), MdL                                                                                  | 57    |       |
| 22. Juli | Heinz Ritter                               | deutscher Kriegsfilmberichter, Pressefotograf und Kameramann                                                    | 45    |       |
| 22. Juli | Michail Michailowitsch Soschtschenko       | russischer Schriftsteller                                                                                       | 63    |       |
| 22. Juli | Malcolm Arthur Smith                       | britischer Arzt und Herpetologe                                                                                 |       |       |
| 23. Juli | Hans Nachod                                | deutscher Klassischer Archäologe und Renaissance-Forscher                                                       | 73    |       |
| 23. Juli | Richard Stumpf                             | deutscher Matrose, Sachverständiger vor dem Untersuchungsausschuss der Verfassungsgebenden Deutschen Nationa... | 66    |       |
| 24. Juli | Til Brugman                                | niederländische Schriftstellerin                                                                                | 69    |       |
| 24. Juli | Franz Joseph Fischer                       | deutscher katholischer Theologe und Weihbischof                                                                 | 86    |       |
| 24. Juli | Hermann Gröhler                            | deutscher Sprachwissenschaftler und Namenforscher                                                               | 96    |       |
| 24. Juli | Walther Schmied-Kowarzik                   | österreichischer Philosoph und Psychologe                                                                       | 73    |       |
| 24. Juli | Francis Shoemaker                          | US-amerikanischer Politiker                                                                                     | 69    |       |
| 25. Juli | Wilhelm Johannes Böhler                    | deutscher römisch-katholischer Priester, Mitglied des Kölner Domkapitels und erster Leiter des Katholischen ... | 66    |       |
| 25. Juli | Fritz Bürkle                               | deutscher Jurist                                                                                                | 75    |       |
| 25. Juli | Karl Helffenstein                          | deutscher Politiker (DDP, DVP, FDP), MdL                                                                        | 68    |       |
| 25. Juli | Otto Lasanen                               | finnischer Ringer                                                                                               | 67    |       |
| 25. Juli | W. P. Lipscomb                             | britischer Drehbuchautor, Filmproduzent und Regisseur                                                           |       |       |
| 25. Juli | Sekiguchi Tsugio                           | japanischer Linguist und Schauspieler                                                                           | 63    |       |
| 25. Juli | Harry Warner                               | US-amerikanischer Filmproduzent                                                                                 | 76    |       |
| 26. Juli | Fernand Augereau                           | französischer Radrennfahrer                                                                                     | 75    |       |
| 26. Juli | Carl Mau                                   | deutscher Orthopäde und Professor                                                                               | 67    |       |
| 26. Juli | Eugene Millikin                            | US-amerikanischer Politiker                                                                                     | 67    |       |
| 26. Juli | Siegfried Passarge                         | deutscher Geograph, Geologe und Paläontologe                                                                    | 91    |       |
| 26. Juli | Peter Wackernagel                          | deutscher Regisseur und Intendant der Städtischen Bühnen Ulm                                                    | 45    |       |
| 27. Juli | Claire Lee Chennault                       | US-amerikanischer Pilot                                                                                         | 67    |       |
| 27. Juli | Adolf Heidenreich                          | deutscher Politiker (SPD), MdL                                                                                  | 60    |       |
| 27. Juli | Leonhard Heydecker                         | deutscher Architekt                                                                                             | 86    |       |
| 27. Juli | Jens Keith                                 | deutscher Tänzer, Choreograph und Schauspieler                                                                  | 60    |       |
| 28. Juli | Bernhard Howaldt junior                    | deutscher Ingenieur, Reeder und Unternehmer                                                                     | 78    |       |
| 28. Juli | Harlan Kelsey                              | US-amerikanischer Landschaftsarchitekt und Stadtplaner                                                          | 86    |       |
| 28. Juli | Kasimir von Lütgendorf                     | österreichischer General im Ersten Weltkrieg                                                                    | 95    |       |
| 28. Juli | Jeanne Berta Semmig                        | deutsche Schriftstellerin und Dichterin                                                                         | 91    |       |
| 28. Juli | Necati Tacan                               | türkischer General                                                                                              |       |       |
| 28. Juli | Heinrich Weckler                           | Landtagsabgeordneter Volksstaat Hessen                                                                          | 63    |       |
| 29. Juli | Thomas J. Curran                           | US-amerikanischer Jurist und Politiker                                                                          | 59    |       |
| 29. Juli | Achille Gama Malcher                       | italienischer Fußballspieler, -trainer und -schiedsrichter                                                      | 66    |       |
| 29. Juli | Hedwig Runowski                            | deutsche Politikerin (SPD), MdL                                                                                 | 63    |       |
| 30. Juli | Ferdinand Bachem                           | deutsches NS-Opfer                                                                                              | 63    |       |
| 30. Juli | Charles Lloyd Jones                        | australischer Geschäftsmann, Maler und Kunstmäzen                                                               | 80    |       |
| 30. Juli | Walter Passarge                            | deutscher Kunsthistoriker                                                                                       | 60    |       |
| 31. Juli | Konrad Hüseler                             | deutscher Kunsthistoriker                                                                                       | 64    |       |
| 31. Juli | Theodor Iordăchescu                        | rumänischer Politiker (PMR)                                                                                     | 73    |       |
| 31. Juli | Eino Kaila                                 | finnischer Philosoph                                                                                            | 67    |       |
| Juli     | Harry Spanjer                              | US-amerikanischer Boxer                                                                                         | 85    |       |

## August
| Tag        | Name                                      | Beruf, bekannt als                                                                                              | Alter | Beleg |
| ---------- | ----------------------------------------- | --- | ----- | ----- |
| 1. August  | Frank Fitch Grout                         | US-amerikanischer Petrograph, Geologe und Mineraloge                                                            | 78    |       |
| 1. August  | Alfred Hofmann                            | österreichischer Bildhauer und Keramiker                                                                        | 78    |       |
| 1. August  | Vivien Oakland                            | US-amerikanische Schauspielerin                                                                                 | 63    |       |
| 1. August  | Albert E. Smith                           | Pionier der US-amerikanischen Filmindustrie                                                                     | 83    |       |
| 1. August  | William Stuhr                             | dänischer Maler                                                                                                 | 76    |       |
| 1. August  | Arnold Waldschmidt                        | deutscher Bildhauer und Maler                                                                                   | 85    |       |
| 2. August  | Wilhelm Büning                            | deutscher Architekt und Hochschullehrer                                                                         | 77    |       |
| 2. August  | Harold K. Claypool                        | US-amerikanischer Politiker                                                                                     | 72    |       |
| 2. August  | Karl Maendler                             | deutscher Instrumentenbauer                                                                                     | 86    |       |
| 2. August  | Kajetan Mühlmann                          | Kunsträuber im Nationalsozialismus                                                                              | 60    |       |
| 2. August  | Michele Navarra                           | italienischer Arzt und Mitglied der Mafia                                                                       | 53    |       |
| 3. August  | Peter Collins                             | britischer Automobilrennfahrer                                                                                  | 26    |       |
| 3. August  | Leopold Michatz                           | deutscher Politiker (KVP)                                                                                       | 73    |       |
| 3. August  | David Rosenbaum                           | deutscher Kaufmann                                                                                              | 81    |       |
| 3. August  | Hans Rukop                                | deutscher Hochfrequenztechniker                                                                                 | 75    |       |
| 4. August  | Friedrich Behr                            | deutscher Theologe                                                                                              | 60    |       |
| 4. August  | Clemens Meyer                             | deutscher Musiker, Komponist und Musikwissenschaftler                                                           | 90    |       |
| 4. August  | Salama Moussa                             | ägyptischer Literat und Denker                                                                                  |       |       |
| 4. August  | Kurt Striegler                            | deutscher Komponist                                                                                             | 72    |       |
| 5. August  | Regino Boti                               | kubanischer Schriftsteller                                                                                      | 80    |       |
| 5. August  | Martin Busch                              | österreichischer Pädagoge und Alpenvereins-Funktionsträger                                                      | 62    |       |
| 5. August  | Ernst Gall                                | deutscher Kunsthistoriker                                                                                       | 70    |       |
| 5. August  | Joseph Holbrooke                          | englischer Komponist, Dirigent und Pianist                                                                      | 80    |       |
| 5. August  | Alfred Heinrich Pellegrini                | Schweizer Maler                                                                                                 | 77    |       |
| 5. August  | Carl Westergren                           | schwedischer Ringer                                                                                             | 62    |       |
| 5. August  | Wilhelm Ziegeler                          | deutscher Politiker (DAP, DP), MdHB                                                                             | 67    |       |
| 5. August  | Gustav Zwernemann                         | österreichischer evangelisch-reformierter Theologe                                                              | 86    |       |
| 6. August  | Maurice Germot                            | französischer Tennisspieler                                                                                     | 75    |       |
| 6. August  | Reinhold Lütjohann                        | deutscher Schauspieler und Hörspielsprecher                                                                     | 77    |       |
| 7. August  | Karl Lashley                              | US-amerikanischer Psychologe                                                                                    | 68    |       |
| 7. August  | Henri-Camille Wampach                     | luxemburgischer Archivar und Historiker                                                                         | 73    |       |
| 7. August  | Wassili Sacharowitsch Wlassow             | russischer und sowjetischer Bauingenieur                                                                        | 52    |       |
| 7. August  | Herbert Yardley                           | US-amerikanischer Kryptologe                                                                                    | 69    |       |
| 8. August  | Ludwig Adler                              | österreichischer Geburtshelfer und Gynäkologe                                                                   | 81    |       |
| 8. August  | Brendan Bracken, 1. Viscount Bracken      | britischer Politiker, Mitglied des House of Commons                                                             | 57    |       |
| 8. August  | Ferdinand de Croÿ                         | preußischer Offizier, katholischer Priester und päpstlicher Diplomat                                            | 91    |       |
| 8. August  | Fritz Heinsheimer                         | deutscher Maler                                                                                                 | 61    |       |
| 8. August  | Max Nacke                                 | deutscher Dichter und Sänger                                                                                    | 75    |       |
| 8. August  | Julius Schlegel                           | österreichischer Offizier der deutschen Wehrmacht, Retter der Kunstschätze des Klosters von Montecassino        | 62    |       |
| 9. August  | Felipe Boero                              | argentinischer Komponist                                                                                        | 74    |       |
| 9. August  | Abel Fleury                               | argentinischer Gitarrist und Komponist                                                                          | 55    |       |
| 9. August  | Fritz Kaufmann                            | deutscher Philosoph                                                                                             | 67    |       |
| 9. August  | Theodor von Saß                           | deutscher evangelischer Pfarrer                                                                                 | 76    |       |
| 10. August | Marcel Amiguet                            | Schweizer Maler und Porträtgrafiker                                                                             | 67    |       |
| 10. August | Albert Erich Brinckmann                   | deutscher Kunsthistoriker                                                                                       | 76    |       |
| 10. August | William E. McVey                          | US-amerikanischer Politiker                                                                                     | 72    |       |
| 10. August | Walter Nehm                               | deutscher Bergbauingenieur und Hochschullehrer                                                                  | 74    |       |
| 11. August | Paula Buber                               | Schriftstellerin                                                                                                | 81    |       |
| 11. August | Johann Göttsberger                        | deutscher katholischer Theologe                                                                                 | 89    |       |
| 11. August | Nikolai Kulikowski                        | Schwager von Zar Nikolaus II.                                                                                   | 75    |       |
| 11. August | Enrico Pea                                | italienischer Schriftsteller                                                                                    | 76    |       |
| 12. August | André Bauchant                            | französischer Maler der Naiven Malerei                                                                          | 85    |       |
| 12. August | Otto Müller-Jena                          | deutscher Architekt                                                                                             | 83    |       |
| 12. August | David O’Leary                             | südafrikanischer Ordensgeistlicher, apostolischer Vikar von Transvaal in Südafrika                              | 77    |       |
| 12. August | Augustus Owsley Stanley                   | US-amerikanischer Politiker                                                                                     | 91    |       |
| 13. August | Valerio Abbondio                          | Schweizer Lehrer und Dichter                                                                                    | 67    |       |
| 13. August | Jack Cole                                 | US-amerikanischer Künstler, Cartoonist, Comicautor und -zeichner                                                | 43    |       |
| 13. August | Albert Graham Ingalls                     | US-amerikanischer Astronom                                                                                      | 70    |       |
| 13. August | Nikolai Alexandrowitsch Jemeljanow        | russischer Revolutionär                                                                                         | 86    |       |
| 13. August | Michael J. Lenihan                        | US-amerikanischer Offizier, Brigadegeneral der US Army                                                          | 93    |       |
| 13. August | Emy Sommerhuber                           | österreichische Malerin und Pianistin                                                                           | 59    |       |
| 13. August | Anson Phelps Stokes                       | US-amerikanischer Geistlicher und Philanthrop                                                                   | 84    |       |
| 13. August | Otto Witte                                | deutscher Jahrmarktskünstler und Hochstapler                                                                    |       |       |
| 14. August | Johann Feldges                            | deutscher Kommunalpolitiker                                                                                     | 64    |       |
| 14. August | Frédéric Joliot-Curie                     | französischer Physiker                                                                                          | 58    |       |
| 14. August | Kurt Katch                                | russisch-polnisch-amerikanischer Schauspieler                                                                   | 65    |       |
| 14. August | Antonio Ildefonso dos Santos Silva        | portugiesischer Ordensgeistlicher, Bischof von Silva Porto                                                      | 64    |       |
| 14. August | Theo Smit Sibinga                         | niederländischer Komponist, Cellist und Dirigent                                                                | 58    |       |
| 14. August | Heinz Spangemacher                        | deutscher Lehrer und Politiker (NSDAP), MdR                                                                     | 73    |       |
| 14. August | Endre Tilli                               | ungarischer Fechter                                                                                             | 35    |       |
| 14. August | John Q. Tilson                            | amerikanischer Politiker                                                                                        | 92    |       |
| 15. August | Big Bill Broonzy                          | US-amerikanischer Blues-Musiker und -Komponist                                                                  | 55    |       |
| 15. August | Lilly Dieckmann                           | deutsche Pianistin, Salonnière und Mäzenin                                                                      | 75    |       |
| 15. August | Hans Christoph Schöll                     | deutscher Antiquar, Autor und Volkskundler                                                                      | 70    |       |
| 16. August | Chevalier Jackson                         | US-amerikanischer Mediziner                                                                                     | 92    |       |
| 16. August | Paul Panzer                               | deutsch-amerikanischer Schauspieler                                                                             | 85    |       |
| 16. August | José Domingues dos Santos                 | Premierminister von Portugal                                                                                    | 73    |       |
| 16. August | Gottfried Weber                           | deutscher General der Wehrmacht sowie Bundeswehr                                                                | 59    |       |
| 17. August | Arthur Fox                                | US-amerikanischer Fechter                                                                                       | 79    |       |
| 17. August | John Marshall                             | britischer Archäologe                                                                                           | 82    |       |
| 17. August | Florent Schmitt                           | französischer Komponist                                                                                         | 87    |       |
| 18. August | Johann Sebastian Dang                     | Gründer des Darmstädter Echos                                                                                   | 66    |       |
| 18. August | Jérôme De Mayer                           | belgischer Bogenschütze                                                                                         | 83    |       |
| 18. August | Hans Faber                                | evangelischer Pfarrer und Religionslehrer, der während der NS-Diktatur in Heidenheim Widerstand leistete        | 57    |       |
| 18. August | Fritz Rothe                               | deutscher Chemiker und Manager                                                                                  | 90    |       |
| 18. August | Fritz Arno Wagner                         | deutscher Kameramann                                                                                            | 73    |       |
| 18. August | Brunislaus Warnke                         | deutscher Politiker (Zentrum, CDU), MdR                                                                         | 74    |       |
| 19. August | Arnold Cremer                             | deutscher Jurist, Industrieller und Politiker (Zentrum), MdL                                                    | 82    |       |
| 19. August | Raúl Montero Bustamante                   | uruguayischer Schriftsteller, Historiker und Hochschullehrer                                                    | 77    |       |
| 19. August | Oscar Orth                                | deutscher Chirurg                                                                                               | 82    |       |
| 19. August | Adolf Spiwakowski                         | russisch-deutsch-australischer Sänger (Bassbariton) und Musikpädagoge                                           |       |       |
| 19. August | Alexei Michailowitsch Tscherjomuchin      | sowjetischer Flugzeugkonstrukteur                                                                               | 63    |       |
| 20. August | Blanche Edith Baughan                     | neuseeländische Lyrikerin, Schriftstellerin und Reformerin des neuseeländischen Strafvollzugs                   | 88    |       |
| 20. August | Johannes Gebbing                          | deutscher Zoologe                                                                                               | 83    |       |
| 20. August | Heinrich von Kogerer                      | österreichischer Psychiater und Neurologe                                                                       | 71    |       |
| 20. August | Herbert Freiherr von Ohlen und Adlerscron | deutscher Offizier und Verbandsfunktionär                                                                       | 62    |       |
| 20. August | Hugo Ferdinand Simon                      | deutscher Offizier, Diplomat, Hochschullehrer in den USA                                                        | 81    |       |
| 20. August | Bahman Pestonji Wadia                     | indischer Theosoph                                                                                              | 76    |       |
| 21. August | Carlos Balmaceda Saavedra                 | chilenischer Politiker                                                                                          | 79    |       |
| 21. August | Magnus Davidsohn                          | Kantor, Opernsänger, Musiklehrer                                                                                | 80    |       |
| 21. August | Stevan Hristić                            | jugoslawischer Komponist                                                                                        | 73    |       |
| 21. August | Anna Ineke-Timmermans                     | niederländische Schwimmerin                                                                                     | 39    |       |
| 21. August | Kurt Neumann                              | deutsch-amerikanischer Filmregisseur                                                                            | 50    |       |
| 21. August | Walter Schumann                           | US-amerikanischer Komponist                                                                                     | 44    |       |
| 21. August | Friederike Wieking                        | deutsche Kriminalbeamtin im Dritten Reich                                                                       | 67    |       |
| 21. August | Otto Zarek                                | deutscher Dramaturg, Regisseur, Schriftsteller, Kritiker und Journalist                                         | 60    |       |
| 22. August | Roger Martin du Gard                      | französischer Schriftsteller                                                                                    | 77    |       |
| 23. August | Curt Altmann                              | deutscher Kaufmann und Textilunternehmer                                                                        | 75    |       |
| 23. August | Friedrich Hauser                          | deutscher Physiker                                                                                              | 74    |       |
| 23. August | Johannes Jordell                          | norwegischer Sportschütze                                                                                       | 79    |       |
| 23. August | Marlow Moss                               | britische Kunstmalerin und Bildhauerin                                                                          | 69    |       |
| 23. August | Kurt Neumann-Kleinpaul                    | deutscher Veterinärmediziner und Hochschullehrer in Berlin                                                      | 75    |       |
| 24. August | Ubaldo Maria Del Colle                    | italienischer Schauspieler und Filmregisseur                                                                    | 75    |       |
| 24. August | Eric Einar Ekstrand                       | schwedischer Botschafter                                                                                        | 77    |       |
| 24. August | Leo Reiners                               | deutscher Journalist, Beamter und Heimatforscher                                                                | 59    |       |
| 24. August | Inge Stoll                                | deutsche Rennfahrerin                                                                                           | 28    |       |
| 24. August | Johannes Gerhardus Strijdom               | südafrikanischer Politiker und Premierminister                                                                  | 65    |       |
| 24. August | Léon Vergnole                             | französischer Politiker                                                                                         | 64    |       |
| 25. August | Leo Blech                                 | deutscher Komponist und Dirigent                                                                                | 87    |       |
| 25. August | Hans Clemens                              | deutschamerikanischer Opernsänger (Tenor) und Gesangspädagoge                                                   | 68    |       |
| 25. August | Hermann Dick                              | deutscher Maler                                                                                                 | 83    |       |
| 25. August | Zenzi Hölzl                               | österreichische Politikerin (SPÖ), erste Bürgermeisterin einer österreichischen Stadtgemeinde, Landtagsabgeo... | 64    |       |
| 25. August | Hermann Olson                             | deutscher Politiker (SPD, SWF, SSW), MdL                                                                        | 65    |       |
| 25. August | Ilse Ringler-Kellner                      | österreichische Autorin                                                                                         | 63    |       |
| 25. August | Leo Scheu                                 | österreichischer Maler, Grafiker und Eisläufer                                                                  | 72    |       |
| 25. August | Hugo Wittrock                             | deutsch-baltischer Politiker und kommissarischer Oberbürgermeister der Stadt Riga                               | 85    |       |
| 26. August | Alfred Basch                              | österreichischer Mathematiker                                                                                   | 75    |       |
| 26. August | Irving Calkins                            | US-amerikanischer Sportschütze                                                                                  | 82    |       |
| 26. August | Hans Henn                                 | deutscher Politiker                                                                                             | 59    |       |
| 26. August | Georgi Wladimirowitsch Iwanow             | russischer Dichter, Schriftsteller, Publizist, Kritiker und Übersetzer                                          | 63    |       |
| 26. August | Fabio Mainoni                             | italienischer Schwimmer                                                                                         | 78    |       |
| 26. August | Kornelis Sneyders de Vogel                | niederländischer Romanist                                                                                       | 81    |       |
| 26. August | Ralph Vaughan Williams                    | englischer Komponist und Dirigent                                                                               | 85    |       |
| 27. August | Karl Emmerich Baumgärtel                  | österreichischer Lyriker und Essayist                                                                           | 71    |       |
| 27. August | Vyvyan Evelegh                            | britischer Generalmajor                                                                                         | 59    |       |
| 27. August | Johannes Gronowski                        | deutscher Politiker (Zentrum, CDU), MdL                                                                         | 84    |       |
| 27. August | Ernest Lawrence                           | US-amerikanischer Atomphysiker                                                                                  | 57    |       |
| 27. August | Priscilla Lawson                          | US-amerikanische Schauspielerin                                                                                 | 44    |       |
| 27. August | Andrei Andrejewitsch Ol                   | russischer Architekt, Baubeamter und Hochschullehrer                                                            | 75    |       |
| 28. August | Kay Bojesen                               | dänischer Designer                                                                                              | 72    |       |
| 28. August | John Burn                                 | britischer Ruderer                                                                                              | 74    |       |
| 28. August | Willi Deutzmann                           | deutscher Maler und Graphiker                                                                                   | 61    |       |
| 28. August | Karl von Loehr                            | deutscher Architekt                                                                                             | 83    |       |
| 28. August | Daniel Norling                            | schwedischer Geräteturner und Springreiter                                                                      | 70    |       |
| 28. August | Lena Żelichowska                          | polnische Schauspielerin                                                                                        | 48    |       |
| 30. August | Éric de Bisschop                          | französischer Abenteurer, Seefahrer und Ozeanist                                                                | 66    |       |
| 30. August | Karl Drewes                               | deutscher General                                                                                               | 63    |       |
| 30. August | Karl Heim                                 | deutscher protestantischer Theologe und Professor für Systematische Theologie                                   | 84    |       |
| 30. August | Max Hrdliczka                             | österreichischer Holzindustrieller und k.u.k. Forstrat                                                          | 93    |       |
| 30. August | Violet Key Jones                          | irisch-englisch-britische Suffragette                                                                           | 75    |       |
| 30. August | Wilhelm Kastell                           | Domkapitular und Generalvikar                                                                                   | 79    |       |
| 30. August | Justus Pabst                              | deutscher Heimatforscher und Fotograf                                                                           | 83    |       |
| 30. August | George Robinson                           | US-amerikanischer Kameramann                                                                                    | 68    |       |
| 30. August | Gerd Strantzen                            | deutscher Hockeyspieler                                                                                         | 60    |       |
| 31. August | Wilhelm Gaerte                            | deutscher Archäologe und Museumsdirektor                                                                        | 68    |       |
| 31. August | Wanda Hanke                               | deutsche Ärztin und Ethnologin                                                                                  | 64    |       |
| 31. August | Lewis Knudson                             | amerikanischer Botaniker                                                                                        | 73    |       |
| 31. August | Else Peerenboom-Missong                   | deutsche Volkswirtin, Politikerin (Zentrum, CDU), MdR, MdL                                                      | 64    |       |
| 31. August | Hans Tost                                 | deutscher Filmproduzent                                                                                         | 51    |       |

## September
| Tag           | Name                                  | Beruf, bekannt als                                                                                            | Alter | Beleg |
| ------------- | ------------------------------------- | --- | ----- | ----- |
| 1. September  | Lucien Bossoutrot                     | französischer Flugpionier und Politiker                                                                       | 68    |       |
| 1. September  | Paul Cermak                           | deutscher Physiker und Hochschullehrer                                                                        | 75    |       |
| 1. September  | René Gaudin                           | französischer Automobilrennfahrer                                                                             | 68    |       |
| 1. September  | Joaquín Garcia Benitez                | kolumbianischer Erzbischof                                                                                    | 75    |       |
| 1. September  | Walter Gmeindl                        | österreichischer Komponist, Chordirigent und Musikpädagoge                                                    | 67    |       |
| 1. September  | Guido Kaschnitz von Weinberg          | österreichischer Klassischer Archäologe                                                                       | 68    |       |
| 1. September  | Rupert Waterhouse                     | englischer Mediziner                                                                                          | 85    |       |
| 2. September  | Nikolai Pawlowitsch Anziferow         | russischer Historiker                                                                                         | 69    |       |
| 2. September  | Betty Humby Beecham                   | englische Pianistin                                                                                           |       |       |
| 2. September  | Fritz van Emden                       | deutsch-britischer Entomologe                                                                                 | 59    |       |
| 2. September  | Alis Guggenheim                       | Schweizer Bildhauerin und Malerin                                                                             | 62    |       |
| 2. September  | Roland Hausmann                       | österreichischer Politiker (VdU, FPÖ), Landtagsabgeordneter                                                   | 57    |       |
| 2. September  | George Stewart Henry                  | kanadischer Politiker und 10. Premierminister von Ontario                                                     | 87    |       |
| 2. September  | Johannes Henry                        | deutscher Jurist und Politiker (Zentrum, CDU), MdR                                                            | 82    |       |
| 3. September  | Eileen Hiscock                        | britische Leichtathletin                                                                                      | 49    |       |
| 3. September  | Tom Miller                            | schottischer Fußballspieler                                                                                   | 68    |       |
| 03. September | Willy Rasmussen                       | dänischer Leichtathlet                                                                                        | 47    |       |
| 3. September  | Georg Rost                            | deutscher Mathematiker                                                                                        | 88    |       |
| 3. September  | Willy Salomon                         | deutscher Pianist, Komponist und Musikpädagoge                                                                | 67    |       |
| 4. September  | Friedrich Böck                        | österreichischer Chemiker und Hochschullehrer                                                                 | 82    |       |
| 4. September  | Dimityr Detschew                      | bulgarischer Philologe                                                                                        | 81    |       |
| 4. September  | Franz Magyar                          | österreichischer Maschinenbauer und Hochschullehrer                                                           | 64    |       |
| 4. September  | Karl Wittig                           | deutscher Radrennfahrer                                                                                       | 67    |       |
| 5. September  | Edmund Pick-Morino                    | ungarischer Maler                                                                                             | 81    |       |
| 6. September  | Paul-Otto Bessire                     | Schweizer Historiker und Schriftsteller                                                                       | 78    |       |
| 6. September  | Theodor Ellbracht                     | deutscher Pädagoge und Schriftsteller                                                                         | 65    |       |
| 6. September  | Johann Jakob Gabathuler               | Schweizer Ingenieur-Agronom, Landwirt und Politiker                                                           | 75    |       |
| 6. September  | Wladimir Tschitschinowitsch Marganija | sowjetischer Fußballtorhüter                                                                                  | 30    |       |
| 6. September  | Kurt Trinks                           | deutscher Jurist                                                                                              | 76    |       |
| 6. September  | Wilhelm Reinhold Valentiner           | deutsch-amerikanischer Kunsthistoriker und Museumsleiter                                                      | 78    |       |
| 6. September  | Geoffrey Winthrop Young               | englischer Alpinist, Schriftsteller und Pädagoge                                                              | 81    |       |
| 7. September  | Karl Ballmer                          | Schweizer Kunstmaler und philosophischer Schriftsteller                                                       | 67    |       |
| 7. September  | Otto Charlet                          | deutscher Ruderer                                                                                             | 73    |       |
| 7. September  | Daniel Ouezzin Coulibaly              | burkinischer Regierungschef                                                                                   | 49    |       |
| 7. September  | Graham Cutts                          | britischer Filmregisseur und -produzent                                                                       |       |       |
| 7. September  | Arvid Lindau                          | schwedischer Pathologe                                                                                        | 66    |       |
| 7. September  | Georg Röder                           | deutscher Maler der deutschen Landschaft                                                                      |       |       |
| 7. September  | Kurt Woelck                           | deutscher Verwaltungs- und Wirtschaftsjurist; Oberbürgermeister von Spandau                                   | 75    |       |
| 8. September  | Émile Delchambre                      | französischer Ruderer                                                                                         | 82    |       |
| 8. September  | Franciszek Hynek                      | polnischer Ballonfahrer                                                                                       | 60    |       |
| 8. September  | Artur Michael Landgraf                | deutscher Theologe, Weihbischof und Titularbischof                                                            | 63    |       |
| 8. September  | Heinrich Nagel                        | deutscher Politiker                                                                                           | 70    |       |
| 8. September  | Maria Zeiller-Uchatius                | österreichische Malerin, Grafikerin, Kunstgewerblerin und Professorin                                         | 76    |       |
| 9. September  | Herman P. Eberharter                  | US-amerikanischer Politiker                                                                                   | 66    |       |
| 9. September  | Irving Glassberg                      | russisch-polnisch-stämmiger US-amerikanischer Kameramann                                                      | 51    |       |
| 9. September  | Carl Günther                          | deutscher Opernsänger (Tenor)                                                                                 | 72    |       |
| 9. September  | Giovanni Prini                        | italienischer Maler und Bildhauer                                                                             | 81    |       |
| 9. September  | Cas Ruffelse                          | niederländischer Fußballspieler                                                                               | 70    |       |
| 9. September  | Said bin Maktum                       | Herrscher von Dubai                                                                                           |       |       |
| 9. September  | Hans Schwenkhagen                     | deutscher Elektroingenieur und Hochschullehrer                                                                | 58    |       |
| 9. September  | Richard Steidle                       | deutscher Architekt (BDA)                                                                                     | 76    |       |
| 10. September | Kléber Fiolet                         | französischer Schwimmer und Wasserballspieler                                                                 | 78    |       |
| 10. September | David Jack                            | englischer Fußballspieler und -trainer                                                                        | 60    |       |
| 10. September | Ernst Matthes                         | deutscher Zoologe und Hochschullehrer                                                                         | 69    |       |
| 10. September | Bernard Meyer                         | deutscher Politiker (SPD)                                                                                     | 83    |       |
| 11. September | Carl Carls                            | deutscher Schachspieler                                                                                       | 77    |       |
| 11. September | Hans Grundig                          | deutscher Maler und Graphiker                                                                                 | 57    |       |
| 11. September | Christian Joseph Henke                | niederländischer Maler und Zeichner                                                                           | 73    |       |
| 11. September | Arvid Holmberg                        | schwedischer Turner                                                                                           | 71    |       |
| 11. September | Camillien Houde                       | kanadischer Politiker und Bürgermeister von Monreal                                                           | 69    |       |
| 11. September | Robert Lach                           | österreichischer Musikwissenschaftler                                                                         | 84    |       |
| 11. September | Rudolf Meister                        | deutscher Offizier und General der Flieger im Zweiten Weltkrieg                                               | 61    |       |
| 11. September | Robert W. Service                     | kanadischer Dichter und Novellist                                                                             | 84    |       |
| 11. September | Stephen Tallents                      | britischer Regierungsbeamter; Sekretär des Empire Marketing Board (1928–1933)                                 | 73    |       |
| 11. September | Franz Wessel                          | deutscher Jurist und Richter des Bundesverfassungsgerichts                                                    | 55    |       |
| 12. September | Marcus Behmer                         | deutscher Illustrator, Buchkünstler und Maler                                                                 | 78    |       |
| 12. September | Ludwig Binder                         | deutscher Elektrotechniker                                                                                    | 77    |       |
| 12. September | Michael Drobil                        | österreichischer Bildhauer                                                                                    | 80    |       |
| 12. September | Antoine Lemoine                       | französischer Verwaltungsjurist, Präfekt und Staatssekretär in der Vichy-Regierung                            | 70    |       |
| 13. September | Gerard Bunk                           | deutsch-niederländischer Musiker und Komponist                                                                | 70    |       |
| 13. September | Kurt Mayer                            | polnischer Politiker (DP)                                                                                     | 79    |       |
| 13. September | Russell Mockridge                     | australischer Radrennfahrer                                                                                   | 30    |       |
| 13. September | Ernst Müller                          | deutscher Fußballspieler                                                                                      | 57    |       |
| 13. September | Ruben Um Nyobè                        | kamerunischer Politiker                                                                                       | 45    |       |
| 14. September | Volkmar Herntrich                     | deutscher evangelischer Landesbischof                                                                         | 49    |       |
| 15. September | Ludwig Beutin                         | deutscher Historiker                                                                                          | 55    |       |
| 15. September | Constant Feith                        | niederländischer Fußball- und Cricketspieler, Richter                                                         | 74    |       |
| 15. September | Edmund Friszke                        | polnischer evangelischer Geistlicher                                                                          | 56    |       |
| 15. September | František Lydie Gahura                | tschechischer Architekt und bildender Künstler                                                                | 66    |       |
| 15. September | Franklin J. Maloney                   | US-amerikanischer Politiker                                                                                   | 59    |       |
| 16. September | Johann Brunauer                       | österreichischer Politiker (SPÖ), Landtagsabgeordneter                                                        | 63    |       |
| 16. September | Karl Gruber                           | österreichischer Politiker (ÖVP), Abgeordneter zum Nationalrat                                                | 49    |       |
| 16. September | Gertrud de Lalsky                     | deutsche Schauspielerin                                                                                       | 80    |       |
| 16. September | Art Longsjo                           | US-amerikanischer Radrennfahrer und Eisschnellläufer                                                          | 26    |       |
| 16. September | Karl Patry                            | deutscher Gutsbesitzer, Agrarfunktionär, NSDAP-Landespolitiker, SS-Brigadeführer und Kriegsverwaltungsbeamter | 59    |       |
| 17. September | Newton Silas Bement                   | US-amerikanischer Romanist und Französischdidaktiker                                                          | 62    |       |
| 17. September | Herbie Fields                         | US-amerikanischer Jazz-Saxophonist und Klarinettist                                                           | 39    |       |
| 17. September | Josephine Lovett                      | US-amerikanische Drehbuchautorin                                                                              | 80    |       |
| 17. September | Donald George Mackay                  | australischer Entdeckungsreisender                                                                            | 88    |       |
| 17. September | Georges Moulaert                      | belgischer Generalmajor und Kolonialadministrator                                                             | 83    |       |
| 17. September | Fritz Paneth                          | deutsch-österreichischer Chemiker                                                                             | 71    |       |
| 18. September | Bhagavan Das                          | indischer Politiker, Theosoph und Gelehrter                                                                   | 89    |       |
| 18. September | Olaf Gulbransson                      | norwegischer Maler, Grafiker und Karikaturist                                                                 | 85    |       |
| 18. September | William Thalbitzer                    | dänischer Eskimologe und Grönlandforscher                                                                     | 85    |       |
| 19. September | Josep Irla i Bosch                    | katalanischer Politiker                                                                                       | 81    |       |
| 19. September | Kurt Pflieger                         | deutscher Generalleutnant im Zweiten Weltkrieg                                                                | 68    |       |
| 19. September | Rudolf Rocker                         | Autor, Historiker und Anarchosyndikalist                                                                      | 85    |       |
| 20. September | Richard Feller                        | Schweizer Historiker                                                                                          | 80    |       |
| 20. September | Waldemar Hecker                       | deutscher Bildhauer, Hochschullehrer, Kabarettist und Filmregisseur                                           | 84    |       |
| 20. September | Hubert Lagardelle                     | französischer Politiker und Ökonom, zunächst Syndikalist, später Faschist                                     | 84    |       |
| 20. September | Oscar O’Brien                         | kanadischer Arrangeur, Komponist, Organist, Pianist und Musikpädagoge                                         | 66    |       |
| 21. September | Helmut Bojunga                        | deutscher Jurist, Verwaltungsbeamter und Politiker                                                            | 60    |       |
| 21. September | Francisco Olazar                      | argentinischer Fußballspieler und -trainer                                                                    | 73    |       |
| 21. September | Hubert Rouger                         | französischer Politiker, Mitglied der Nationalversammlung                                                     | 82    |       |
| 21. September | Peter Whitehead                       | englischer Formel-1-Rennfahrer                                                                                | 43    |       |
| 22. September | Heikki Lehmusto                       | finnischer Turner                                                                                             | 74    |       |
| 22. September | Mary Roberts Rinehart                 | US-amerikanische Schriftstellerin                                                                             | 82    |       |
| 22. September | Harry Schultz                         | deutscher Kunstmaler                                                                                          | 84    |       |
| 23. September | Nikolai Sergejewitsch Koschljakow     | russischer Mathematiker und Hochschullehrer                                                                   | 67    |       |
| 23. September | Anton Linder                          | österreichischer Gewerkschafter und Politiker (SPÖ), Abgeordneter zum Nationalrat, Mitglied des Bundesrates   | 77    |       |
| 23. September | Walter F. Otto                        | deutscher Klassischer Philologe                                                                               | 84    |       |
| 23. September | Alfred Piccaver                       | britischer Opernsänger (Tenor)                                                                                | 74    |       |
| 23. September | Theodor Schneemann                    | deutscher Politiker (CDU), MdL                                                                                | 85    |       |
| 23. September | Elisabeth Tamm                        | schwedische Politikerin und Frauenrechtlerin                                                                  | 78    |       |
| 24. September | Heinrich Droste                       | deutscher Wirtschaftsjournalist und Verleger                                                                  | 78    |       |
| 24. September | Karl Sauke                            | deutscher politischer Funktionär und SA-Führer                                                                | 61    |       |
| 25. September | Carl Brisson                          | dänischer Schauspieler                                                                                        | 64    |       |
| 25. September | Bruno Claußen                         | deutscher Bibliothekar                                                                                        | 78    |       |
| 25. September | Ludwig Crüwell                        | deutscher Offizier und General der Panzertruppe                                                               | 66    |       |
| 25. September | Robert Heindl                         | deutscher Kriminologe und Jurist                                                                              | 75    |       |
| 25. September | Viktor Schauberger                    | österreichischer Förster, Forscher und Erfinder                                                               | 73    |       |
| 25. September | John B. Watson                        | amerikanischer Psychologe                                                                                     | 80    |       |
| 25. September | Friedrich Weigle                      | deutscher Orgelbauer                                                                                          | 76    |       |
| 25. September | Gisela Wilke                          | deutsch-österreichische Burgschauspielerin                                                                    | 76    |       |
| 26. September | Zdeňka Baldová                        | tschechische Schauspielerin                                                                                   | 73    |       |
| 26. September | Mart Britt                            | US-amerikanischer Jazz- und Unterhaltungsmusiker (Sänger) und Bandleader                                      | 58    |       |
| 26. September | Rafael Lira Infante                   | chilenischer Geistlicher, römisch-katholischer Bischof von Rancagua und Valparaíso                            | 79    |       |
| 26. September | Breckinridge Long                     | US-amerikanischer Diplomat und Rechtsanwalt                                                                   | 77    |       |
| 26. September | Eduard Stommel                        | deutscher Kirchenhistoriker und Christlicher Archäologe                                                       | 48    |       |
| 26. September | Erich von Tschischwitz                | deutscher General der Infanterie der Reichswehr                                                               | 88    |       |
| 26. September | Karl Theodor Uhlisch                  | deutscher Komponist                                                                                           | 67    |       |
| 27. September | Janos Bartl                           | deutscher Zauberkünstler, Hersteller von Zauberrequisiten und Zauberhändler in Hamburg                        | 80    |       |
| 27. September | Héctor Cazenave                       | uruguayisch-französischer Fußballspieler                                                                      | 44    |       |
| 27. September | Leo Kocialkowski                      | US-amerikanischer Politiker                                                                                   | 76    |       |
| 27. September | Hermann Loeschcke                     | deutscher Pathologe                                                                                           | 76    |       |
| 27. September | Adolfo Salazar                        | spanischer Komponist, Musikkritiker und -wissenschaftler                                                      | 68    |       |
| 27. September | Edgar Seligman                        | britischer Fechter                                                                                            | 91    |       |
| 27. September | Albert Soergel                        | deutscher Literaturwissenschaftler                                                                            | 78    |       |
| 27. September | Margarethe Stonborough-Wittgenstein   | Bauherrin des Hauses Wittgenstein in Wien                                                                     | 76    |       |
| 27. September | Rose Stradner                         | österreichische Schauspielerin                                                                                | 45    |       |
| 27. September | Karl Wagner                           | deutscher Zoologe                                                                                             | 74    |       |
| 28. September | Mezzi Andreossi                       | Schweizer Eishockeyspieler                                                                                    | 61    |       |
| 28. September | Paul Emmerich                         | deutscher Architekt                                                                                           | 82    |       |
| 28. September | Henrik Malberg                        | dänischer Theater- und Filmschauspieler                                                                       | 84    |       |
| 28. September | Aarre Merikanto                       | finnischer Komponist                                                                                          | 65    |       |
| 28. September | Jimmy Reece                           | US-amerikanischer Rennfahrer                                                                                  | 28    |       |
| 28. September | Ulrich von der Trenck                 | deutscher Schauspieler                                                                                        | 74    |       |
| 29. September | Gustav Helland                        | norwegischer Architekt                                                                                        | 78    |       |
| 29. September | Konstantin Kammerhofer                | deutscher Politiker (NSDAP), MdR, SS-Gruppenführer und Beauftragter Heinrich Himmlers in Kroatien             | 59    |       |
| 29. September | Wilhelm Knoll                         | Schweizer Sportmediziner                                                                                      | 82    |       |
| 29. September | Kurt Lange                            | deutscher Komponist und bildender Künstler                                                                    | 77    |       |
| 29. September | Fritz Latzke                          | deutscher Politiker (USPD, KPD, UAPD), MdR                                                                    | 58    |       |
| 29. September | Giovanni Micheletto                   | italienischer Radrennfahrer                                                                                   | 69    |       |
| 30. September | Niels Janniksen Bjerrum               | dänischer Chemiker                                                                                            | 79    |       |
| 30. September | Matthias Moll                         | deutscher Politiker (SPD), MdL                                                                                | 57    |       |
| 30. September | Johannes Oldsen                       | deutscher Politiker (SSW), MdL                                                                                | 64    |       |
| 30. September | Adolf Franz Samwer                    | deutscher Politiker (GB/BHE, CDU), MdL, MdB                                                                   | 63    |       |
| 30. September | Herbert Tannenbaum                    | deutsch-amerikanischer Kunstgalerist und Filmtheoretiker                                                      | 66    |       |
| September     | Walter von Siebenthal                 | Schweizer Eishockeyspieler                                                                                    | 59    |       |
| September     | Leo Wispler                           | deutscher Bauingenieur und Schriftsteller                                                                     | 68    |       |